# José Cândido da Gama Malcher
José Cândido da Gama Malcher (Belém (Pará), 2 de novembro de 1853 — Belém (Pará), 1921) foi um músico, instrumentista, maestro brasileiro.

## Formação
Graduou-se engenheiro pela Universidade de Le Haye, Pensilvania EUA.
Estudou no Conservatório de Milão.

## Cargos assumidos
- Diretor artístico da empresa Gomes Leal & Cia.[1]
- Professor do Liceu Paraense
- Professor do Conservatório Carlos Gomes

## Óperas escritas
- Bug-Jargal (1890)[nota 2]
- Jara (1895)

## Livros escritos
Sua produção literária resume-se a transcrição de partituras de suas óperas.
- Jara
- Bug-Jargal

## Hino do Pará
O Hino do Pará, em sua forma original, teve o arranjo de Gama Malcher.

## Vida pessoal
Era filho do médico e político José da Gama Malcher e parente de outros políticos: foi tio-avô de José Carneiro da Gama Malcher e sobrinho-bisneto de Félix Clemente Malcher.
Foi pai de Aquiles da Gama Malcher, Giuseppe da Gama Malcher e Umberto da Gama Malcher, além de avô de Alberto da Gama Malcher, que se destacaram como árbitros de futebol.